# Gobi (peix)
El gobi (Gobio gobio) és una espècie de peix cipriniforme de la família dels ciprínids.
A Catalunya aquest peix es troba a l'Estany de Puigcerdà i puntualment en alguns llocs del Rosselló. És un peix gregari i l'hi agrada viure en grups d'unes quantes dotzenes d'individus. No passa dels 15 cm de talla, amb un pes màxim d'uns 30 g.
Les femelles ponen uns 2.000 ous de maig a juny entre les pedres i la vegetació aquàtica.

## Subespèciesi espècies
- Gobio gobio gobio (Linnaeus, 1758)

- Una revisió taxonòmica del gènere gobio a concluït el 2005 amb el reconeixement de tres noves espècies a França:[1]
  - Gobio alverniae
  - Gobio occitaniae
  - Gobio lozanoi